# 4144 Vladvasilʹev
4144 Vladvasilʹev eller 1981 SW6 är en asteroid i huvudbältet som upptäcktes den 28 september 1981 av den sovjetisk-ryska astronomen Ljudmila Zjuravljova vid Krims astrofysiska observatorium på Krim. Den är uppkallad efter den ryske (sovjetiske) balettdansaren Vladimir Vasiljev (född 1940).
Asteroiden har en diameter på ungefär 32 kilometer.